# Ногербек, Казыбек Амангельдыулы
Казыбе́к Амангельдыулы Ногербе́к (англ. Kazybek Nogerbek; род. 13 мая 2004) — казахстанский шахматист, гроссмейстер (2024). Чемпион мира до 20 лет (набрал 8,5 из 11 и поделил 1-е место с Эмином Оганяном, но оказался выше). В составе сборной Казахстана — участник олимпиады 2022 (сыграл 10 партий, набрав 7,5).
Воспитанник центрального шахматного клуба «Астана».
Первую норму гроссмейстера Ногербек выполнил на турнире Baku Open A в 2023 году, вторую — на Cannes Open A, заключительную — на Dubai Police Global CHESS Challenge — MASTERS.